# Współczynnik podziału
Współczynnik podziału (P) – w chemii i farmakologii terminem tym określany jest stosunek stężeń substancji w dwóch niemieszających się rozpuszczalnikach w stanie równowagi. Zazwyczaj jednym z rozpuszczalników jest woda, drugim natomiast substancja hydrofobowa taka jak n-oktanol. Współczynnik podziału mierzy się dla niezjonizowanej formy substancji odpowiednio dobierając pH podczas pomiarów. Jest on używany do określania lipofilowości substancji. Współczynnik podziału podawany jest w formie logarytmicznej zgodnie ze wzorem:
{\displaystyle \log \ P_{\rm {o/w}}=\log {\Bigg (}{\frac {{\big [}{\rm {{roztw.}{\big ]}_{\rm {oktanol}}}}}{{\big [}{\rm {{roztw.}{\big ]}_{\rm {woda}}^{\rm {}}}}}}{\Bigg )}}
Współczynnik podziału P osiąga dla różnych substancji szeroki zakres wartości od rzędu 0,01 dla substancji lipofobowych (hydrofilowych, polarnych), do nawet 1010 dla substancji wysoce lipofilowych (hydrofobowych).
Toteż log P osiąga wartości od ujemnych (np. metanol -0,82) do dodatnich: log P<1 charakteryzuje substancje hydrofilowe, nie ulegające bioakumulacji (np. kwas mrówkowy 0,41), 1<log P<3 to substancje średnio lipofilowe i ulegające częściowej bioakumulacji (w tym wiele leków), log P>3 to substancje wysoce lipofilowe i ulegające bioakumulacji (np. część leków czy tzw. trwałe zanieczyszczenia organiczne, typu chlorowane węglowodory, PCBs, WWA, furany itd.).
Współczynnik podziału P jest powiązany ze współczynnikiem dystrybucji D.